# Chalain-d'Uzore
Chalain-d'Uzore è un comune francese di 543 abitanti situato nel dipartimento della Loira della regione dell'Alvernia-Rodano-Alpi.

## Società

### Evoluzione demografica
Abitanti censiti